# Flying Uwe
Flying Uwe (* 11. Februar 1987 in Hamburg als Uwe Schüder) ist ein deutscher Unternehmer, Kampfsportler, Webvideoproduzent und Live-Streamer.

## Leben
Uwe Schüder wurde 1987 in Hamburg geboren. Sein Vater starb, als Schüder noch ein Kleinkind war. Schüder begann mit 14 Jahren ein regelmäßiges Kampfsport-Training und gewann später mehrere nationale Kampfsport-Preise. Er absolvierte eine Ausbildung zum Maler und Lackierer und arbeitete auch als Barkeeper.
Seit dem Jahr 2007 betreibt er bei YouTube den Kanal Flying Uwe, auf dem er sich zunächst vor allem den Themen Sport, Ernährung und Fitness widmete. Im Dezember 2009 wurde er zum Mr. Hamburg gewählt. Kurz darauf nahm Schüder an der 10. Staffel der Fernsehsendung Big Brother teil. Nach Äußerungen, die als sexistisch aufgefasst wurden, bekam er seinen Mr.-Hamburg-Titel wieder aberkannt.
Seit dem Jahr 2015 betreibt er als zweiten Kanal für Gaming-Themen Flying Uwe Gaming. Parallel folgten erste Auftritte in Filmproduktionen wie Kartoffelsalat – Nicht fragen! und ABCs of Superheroes.
Mediale Aufmerksamkeit erregte Schüders Streit mit der Medienanstalt Hamburg/Schleswig-Holstein (MA-HSH), die gegen ihn ein Bußgeld in Höhe von 10.500 Euro verhängt hatte, weil er als Influencer Produkte in drei YouTube-Videos positiv dargestellt und die Videos dabei nicht als Dauerwerbesendung gekennzeichnet habe. Nachdem Schüder die Videos entfernt hatte, stellte die MA-HSH das Bußgeldverfahren ein, da das „vorrangige Ziel“ eines rechtmäßigen Zustandes erreicht worden sei.
Schüder ist Schwarzgurt-Träger des Kampfkunst-Stiles Wun Hop Kuen Do. Im Februar 2019 gewann er seinen ersten Mixed-Martial-Arts-Kampf. Im November 2019 verlor er seinen zweiten Kampf durch Abbruch.
Schüder ist Geschäftsführer und Mitinhaber verschiedener Unternehmen, die sich hauptsächlich mit dem Vertrieb von Nahrungsergänzungsmitteln, Ausrüstung und Bekleidung für Sportler beschäftigen.
Er lebte mit Ehefrau Mina (Liierung 2006, Heirat 2017) und den gemeinsamen zwei Töchtern in der Nähe von Hamburg. Im Juni 2024 gab das Paar via Instagram die Trennung bekannt.
Im Jahr 2024 war Schüder Teilnehmer der vierten Staffel der Survival-Show 7 vs. Wild von Fritz Meinecke. Er absolvierte erfolgreich 2025 den Radmarathon Race Across America im Team No Limits zusammen mit Joey Kelly, Fritz Meinecke, Ann-Kathrin Bendixen, Sascha Huber, Otto Karasch, Survival Mattin und Luke Kelly innerhalb von 7 Tagen, 19 Stunden und 41 Minuten.

## Filmografie (Auswahl)
- 2015: Kartoffelsalat – Nicht fragen!
- 2015: ABCs of Superheroes
- 2017: Walhalla 360° Virtual Reality (Kurzfilm)
- 2017: True Crime
- 2019: Darknet: The Beginning (Kurzfilm)
- 2024: 7 vs. Wild (Reality-Show)
- 2025: Most Wanted – Wer entkommt? (Reality-Show)
- 2025: The Summit (Reality-Show)